# Pietro Igneo Grossi
Pietro Igneo Grossi (Montevarchi, 1696 – Reggello, 27 gennaio 1785) è stato un predicatore italiano.
Dopo essere entrato nell'ordine vallombrosano, fece il noviziato e i relativi studi a Passignano. Presi i voti il 2 maggio 1719, appena due anni dopo, alla giovane età di 24 anni, ottenne la laurea in Sacra Teologia all'Università Fiorentina. 
«Fu maestro di morale in Vallombrosa per molti anni, nel qual tempo si dedicò anche alla predicazione, non senza ammirazione di quanti lo ascoltavano per la sua fecondia e dottrina»
Venne in seguito trasferito, in qualità di predicatore, a Vigesimo per poi divenire parroco di Santa Maria a Lascave nel Casentino, comunità soggetta alla vallombrosana Badia di San Fedele di Poppi. Dopo 38 anni di attività parrocchiale «cessò di vivere nella decrepita età di anni 89 nella Grancia di Pitiana».